# Placówka Straży Granicznej w Ustrzykach Górnych

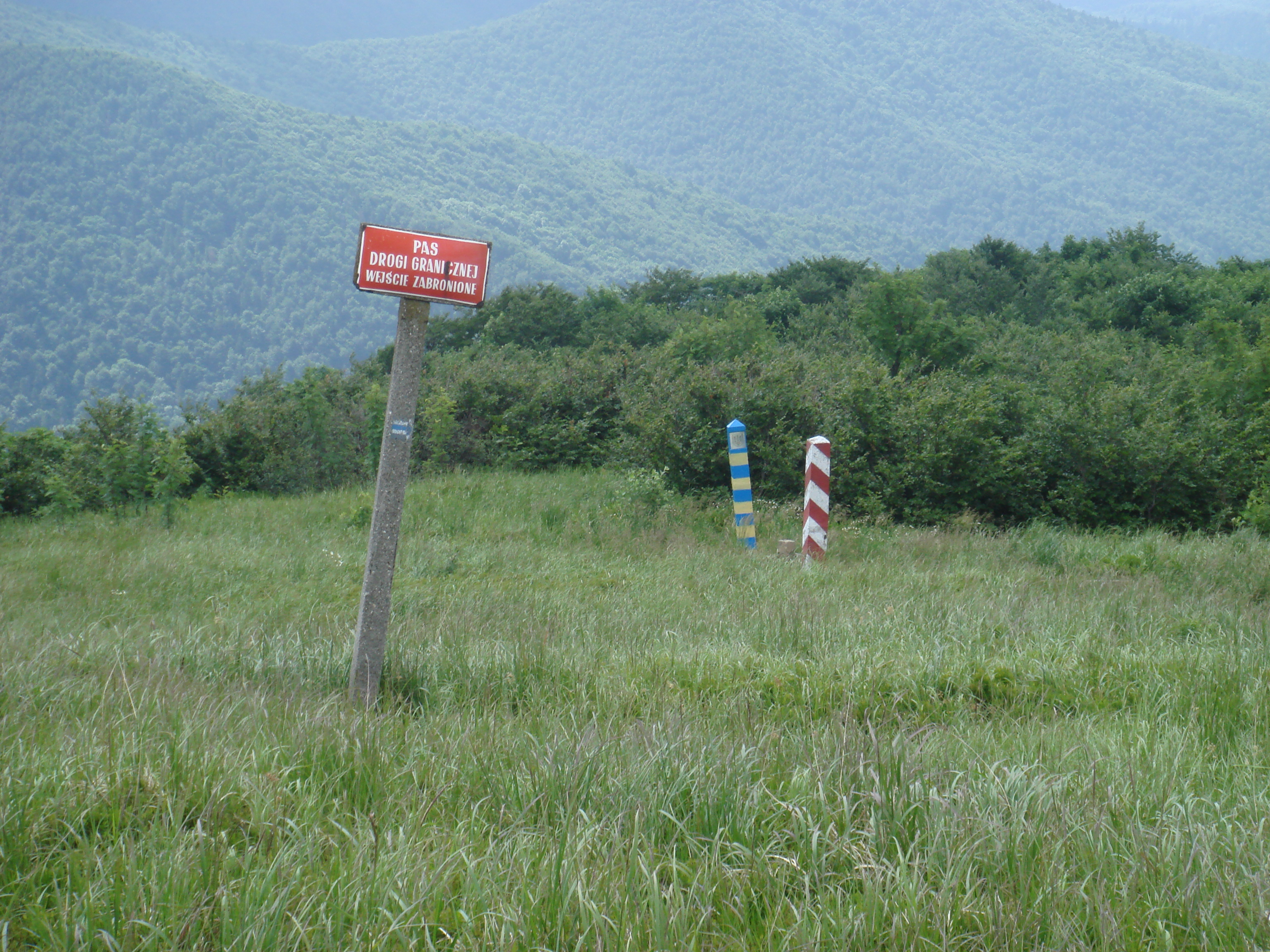
Granica polsko-ukraińska pod Wielką Rawką (lipiec 2008)

Placówka Straży Granicznej w Ustrzykach Górnych – graniczna jednostka organizacyjna Straży Granicznej realizująca zadania w ochronie granicy państwowej z Ukrainą (zewnętrznej granicy Unii Europejskiej).

## Formowanie i zmiany organizacyjne
Placówka Straży Granicznej w Ustrzykach Górnych (PSG w Ustrzykach Górnych) z siedzibą w Ustrzykach Górnych, została utworzona 24 sierpnia 2005 Ustawą z 22 kwietnia 2005 O zmianie ustawy o Straży Granicznej..., w strukturach Bieszczadzkiego Oddziału Straży Granicznej w Przemyślu z przemianowania dotychczas funkcjonującej Strażnicy Straży Granicznej w Ustrzykach Górnych (Strażnica SG w Ustrzykach Górnych), która 6 listopada 2000 została włączona do systemu ochrony granicy państwowej. Znacznie rozszerzono także uprawnienia komendantów, m.in. w zakresie działań podejmowanych wobec cudzoziemców przebywających na terytorium RP.
25 listopada 2005 nastąpiło zakończenie służby w Straży Granicznej funkcjonariuszy służby kandydackiej i przejście Straży Granicznej na system służby zawodowej.
W 2023, Placówka Straży Granicznej w Ustrzykach Górnych miała status placówki SG kategorii III.

## Ochrona granicy
Do ochrony granicy państwowej w placówce wykorzystywane są konie służbowe jako patrole konne.

## Terytorialny zasięg działania
Ochrania odcinek polsko-ukraińskiej granicy państwowej długości ok. 31 km, na wschód od styku trzech granic, z wyłączeniem góry Krzemieniec:
Stan z 2 grudnia 2016
- Od znaku granicznego nr 222 znaku granicznego nr 35.
- W strefie nadgranicznej linia rozgraniczenia z placówką Straży Granicznej w:

1. Stuposianach: włączony znak graniczny 222, wyłączony punkt triangulacyjny 888,9, wyłączona góra Grandysowa, wyłączona góra Widełki, wyłączona góra Jawornik, góra Smerek.
2. Wetlinie: wyłączony znak graniczny nr 15, wyłączona góra Wielka Rawka, dalej szlakiem turystycznym, wyłączona góra Mała Rawka, dalej szlakiem turystycznym w kierunku północno-zachodnim do Przełęczy Wyżnej (Przełęcz nad Brzegami Górnymi), dalej granicą gmin Lutowiska i Cisna do góry Smerek (z wyłączeniem góry).

Stan z 1 sierpnia 2011
- Od znaku granicznego nr 222 do znaku granicznego nr 15.
- W strefie nadgranicznej lLinia rozgraniczenia z placówką Straży Granicznej w:

1. Stuposianach: włącznie znak graniczny nr 222, wzgórze 888,9, góra Grandysowa, włącznie góra Widełki, włącznie góra Jawornik, włącznie góra Smerek.
2. Wetlinie: wyłącznie znak graniczny nr 15, wyłącznie góra Mała Rawka, wyłącznie góra Wielka Rawka, Przełęcz Wyźna (Przełęcz nad Brzegami Górnymi), dalej granicą gmin Lutowiska oraz Cisna do góry Smerek.

## Placówki sąsiednie
- Placówka SG w Stuposianach ⇔ Placówka SG w Wetlinie – 1.08.2011[e].

## Komendanci placówki
- ppłk SG Marcin Marcinik (był w 2021[7]–był 27.12.2022[8]–był w 2023[5]).